# Érico II da Dinamarca
Érico, o Memorável (em dinamarquês: Erik II Emune) (meados de 1090 — Ribe, 18 de setembro de 1137) foi rei da Dinamarca entre 1134 e 1137. Era filho ilegítimo de Érico I.
Após o falecimento de Canuto Lavardo, assassinado por Magno Nilsson, filho de Nicolau I da Dinamarca, Érico II Emune se uniu aos partidários de seu irmão assassinados, dirigidos pela família de Skjalm Hvide de Zelândia, para se opor à autoridade real.
Foi derrotado e teve que fugir para a Noruega em 1133. O arcebispo]] de Lund, Asser, primo de Canuto Lavardo, prestou ajuda a Érico, e o imperador germânico Lotário II enfrentou o rei Nicolau I em 1134, em Halberstadt. Magno Nilsson teve que se render, pela primeira vez na história do reino, ao império.
O exército de Érico II, que estava instalado em Lund, foi reforçado por 300 cavaleiros mercenários alemães que, em 4 de junho de 1134, em Fotevik, perto de Skanör na Escânia, travou uma sangrenta batalha com o exército real, derrotando-o. Neste batalha morreu Magno Nilsson, junto com cinco bispos e vários nobres dinamarqueses.
Nicolau I fugiu, refugiando-se no sul da Jutlândia, onde foi assassinado pelos seus habitantes em 25 de junho de 1135. Érico II foi reconhecido rei e, em recompensa, outorgou aos seus partidários os cargos e títulos dos falecidos. Eskil Christiernses, sobrinho de Asser, foi nomeado bispo de Roskilde.
Com o objetivos se assegurar-se no posto de rei, Érico Emune mandou executar, em 1135, com oito de seus filhos, seu irmão Haroldo Kesia, que tentava ascender ao trono na Jutlândia. Em meio a tudo isso, instalou-se um levante dos camponeses de Zelândia e o rei foi assassinado em Ribe.
Em 1131, Érico II Emune se casou com Malfrida, filha de Mistilau II de Quieve, viúva do rei [[[[Sigurdo I da Noruega|[Sigurdo I da Noruega]], que a havia repudiado.
Teve apenas um filho legítimo, o futuro Sueno III da Dinamarca nascido antes de 1125.